# Špehovka (jama)
Špehôvka je ena od jam z vhodom nad istoimensko sotesko reke Pake, blizu kraja Završe pri Mislinji, del širšega jamskega sistema, ki ga je izdolbla ponikalnica Ponikva v zaplati osamelega krasa na tem območju.
Pod vodstvom Srečka Brodarja so malo pred pričetkom 2. svetovne vojne v jami Špehovki izvajali arheološke raziskave in odkrili kamnito orodje iz mlajše kamene dobe, harpuno in šilo iz medvedove kosti, ki jih danes hrani Arheološki muzej Celje. Na ta račun je bila jama leta 1994 razglašena za nepremični spomenik lokalnega pomena. Širše območje soteske Huda luknja s tremi jamami je zavarovano kot naravni rezervat Huda luknja, Špehovka, Pilanca.